# El cuervo y la zorra

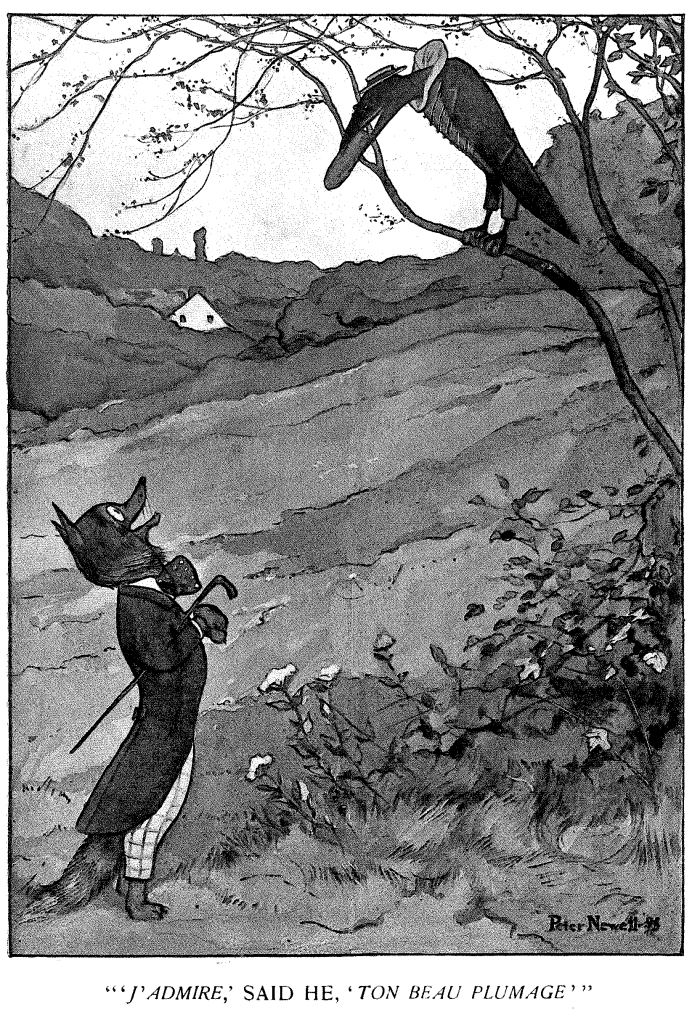
Ilustración de El cuervo y la zorra

El cuervo y la zorra (Κόραξ καὶ ἀλώπηξ) es una fábula escrita por Esopo.
La fábula cuenta cómo una zorra (la astuta) roba un queso, que previamente había sido robado por un cuervo. El cuervo estaba en la rama de un árbol fuera del alcance de la zorra, por lo que ésta empieza a halagarlo. Termina convenciéndole para que cante, dejando caer el trozo de queso que tenía en el pico. La moraleja es: Quien te encuentra bellezas que no tienes, siempre busca quitarte algunos bienes.
Esta fábula se reeditó por varios autores, como ha puesto de manifiesto el profesor Carlos García Gual, entre los que destacan Fedro, Don Juan Manuel, el arcipreste de Hita, Jean de La Fontaine, Samaniego, Hartzenbusch, etc. También diversas ilustraciones y artes decorativas la reproducen.